# Ciclo de Calvin

Ciclo de Calvin.. En la etapa 1 la reacción catalizada por la carboxilasa de difosfato de ribulosa (rubisco) se fija el CO_{2} mediante enlace con el holadifosfato de ribulosa. El producto se separa rápidamente en dos moléculas de 3-fosfoglicerato. Mientras que seis moléculas de CO_{2} se fijan por combinación con seis moléculas de difosfato de ribulosa. La fijación de CO_{2} se indica en la fase 1. En la etapa 2, las 12 moléculas de PGA se fosforilaron para formar 12 moléculas de 1,3-difosfoglicerato (DPG), que se reducen con los electrones que NADPH proporciona para formar 12 moléculas de gliceraldehído 3-fosfato (GAP). En este punto, dos de las moléculas de GAP salen (etapa 3) para emplearse en la síntesis de sacarosa en el citosol, que puede considerarse el producto de las reacciones independientes de la luz. Las otras 10 moléculas se convierten en seis moléculas de difosfato de ribulosa, que actúan como receptor para seis moléculas más de CO_{2}. La regeneración de seis moléculas de difosfato de ribulosa requiere la hidrólisis de seis moléculas de ATP. El NADPH y el ATP que se utilizan en el ciclo de Calvin representan los dos productos de alta energía de las reacciones dependientes de la luz solar.

El ciclo de Calvin (también conocido como ciclo de Calvin-Benson o ciclo de la fijación del carbono de la fotosíntesis) consiste en una serie de procesos bioquímicos que se realizan en el estroma de los cloroplastos de los organismos fotosintéticos en la planta.
Las reacciones del ciclo de Calvin pertenecen a la llamada fase independiente de la luz, que se encarga de fijar el CO2, incorporándolo a la materia orgánica del individuo en forma de glucosa mediante la enzima RuBisCo. Cabe destacar que este conjunto de reacciones se denomina erróneamente fase oscura, pues muchas de las enzimas del proceso, entre ellas la RuBisCo, dependen de la activación del sistema ferredoxina-tiorredoxina, que solo se encuentra en su forma activa (la reducida) en presencia de la luz.
El ciclo de Calvin fue descubierto por Melvin Calvin, James Bassham y Andrew Benson de la Universidad de California, Berkeley, mediante el empleo de isótopos radiactivos de carbono-14. Calvin fue galardonado con el Premio Nobel de Química en 1961 «por sus trabajos sobre la asimilación del dióxido de carbono por las plantas».

## Etapas
El ciclo se resume en tres etapas: 
- Etapa 1. Fijación, carboxilación de difosfato de ribulosa para formar PGA.
- Etapa 2. Reducción de PGA al nivel de un azúcar (CH2O) mediante la formación de gliceraldehído-3-fosfato (GAP) con el NADPH y el ATP que se producen en las reacciones dependientes de la luz.
- Etapa 3. Regeneración de difosfato de ribulosa, que también requiere ATP.

## Función
Se utilizan seis moléculas de CO2 para generar una molécula de glucosa. En estas reacciones cada una de las moléculas de CO2 es unida a una molécula aceptora, ribulosa-1,5-bifosfato (RuBP), que luego se divide en dos moléculas de 3-fosfoglicerato, siendo catalizada por la enzima rubisco (mediante un proceso de carboxilación sin ATP, utilizando como sustratos CO2 y agua). Luego, el ATP producido durante las reacciones luminosas de la fotosíntesis cede grupos fosfato a estas moléculas, dando lugar a 1,3-difosfoglicerato; al mismo tiempo el NADPH cede electrones a estas moléculas de tres carbonos, dando lugar a gliceraldehido-3-fosfato. Una parte del gliceraldehido-3-fosfato es utilizado para fabricar el azúcar de 6 carbonos de glucosa, entre otros productos de la fotosíntesis. Otra parte del gliceraldehido-3-fosfato es utilizado en conjunto de una molécula de ATP, para generar el aceptor de CO2 ribulosa-1,5-bifosfato y comenzar el ciclo de nuevo.
A cada vuelta completa del ciclo, una molécula de dióxido de carbono entra en el ciclo y es reducida, presentando regeneración de una molécula de RuBP.
Seis vueltas del ciclo, con la introducción de seis átomos de carbono, son necesarios para producir un azúcar de seis carbonos, tal como la glucosa. La ecuación general para la producción de una molécula de glucosa es:
{\displaystyle {\ce {6CO2 + 12NADPH + 12H+ + 18ATP -> C6H12O6 + 12NADP+ + 18ADP + 18Pi + 6H2O}}}
El producto del ciclo es el gliceraldehído 3-fosfato, la molécula primaria transportada del cloroplasto hacia el citoplasma de la célula. Esta misma triosa fosfato (triosa significa un azúcar de tres carbonos) es formada cuando la molécula de fructosa-1,6-bifosfato es rota en la cuarta etapa de la glucólisis y es inconvertible con otra triosa fosfato, la dihidroxiacetona.
Utilizando la energía proveniente de la hidrólisis de enlaces fosfato, las primeras cuatro etapas de la glucólisis pueden ser revertidas para formar glucosa a partir del gliceraldehído 3-fosfato.
Entre otras funciones, cada 3 vueltas en el ciclo, una molécula de triosa fosfato es regenerada a partir de 3 moléculas de CO2. La triosa fosfato puede ser utilizada para la síntesis de almidón.

## Importancia
En algas y en plantas superiores existe un único mecanismo primario de carboxilación que resulta en una síntesis de compuestos de carbono: El Ciclo de Calvin o vía de las pentosas fosfato. Su importancia biológica radica en que es la única ruta para los organismos autótrofos, ya sean fotosintetizadores o quimiosintetizadores, que permite la incorporación de materia inorgánica a los seres vivos...
Los productos del ciclo de Calvin son de vital importancia para la biosfera, ya que las uniones covalentes de los glúcidos generadas por el ciclo representan la energía total que surge a partir de la obtención de la luz por los organismos fotosintéticos. Estos organismos denominados autótrofos liberan la mayor parte de esta energía mediante la glucólisis y la respiración celular, energía que emplean para mantener su propio desarrollo, crecimiento y reproducción. Una gran cantidad de materia vegetal termina siendo consumida por los heterótrofos, que no pueden sintetizar y dependen de los autótrofos para obtener materias primas y fuentes de energía. La glucólisis y la respiración celular en las células de los heterótrofos liberan energía libre de los alimentos para su uso en estos organismos.